# RAF Odiham

i7
i11
i13
Die Royal Air Force Station Odiham (IATA-Code: ODH, ICAO-Code: EGVO), kurz RAF Odiham, ist ein Militärflugplatz der britischen Royal Air Force am südlichen Ortsrand von Odiham in der Grafschaft Hampshire, England. Neben RAF Benson ist Odiham eine von zwei Haupteinsatzbasen der „Unterstützungshubschrauber“ der sogenannten Support Helicopter Force. Als Typstützpunkt der Chinook-Transporthubschrauber ist die Basis eine der geschäftigsten der RAF.

## Geschichte

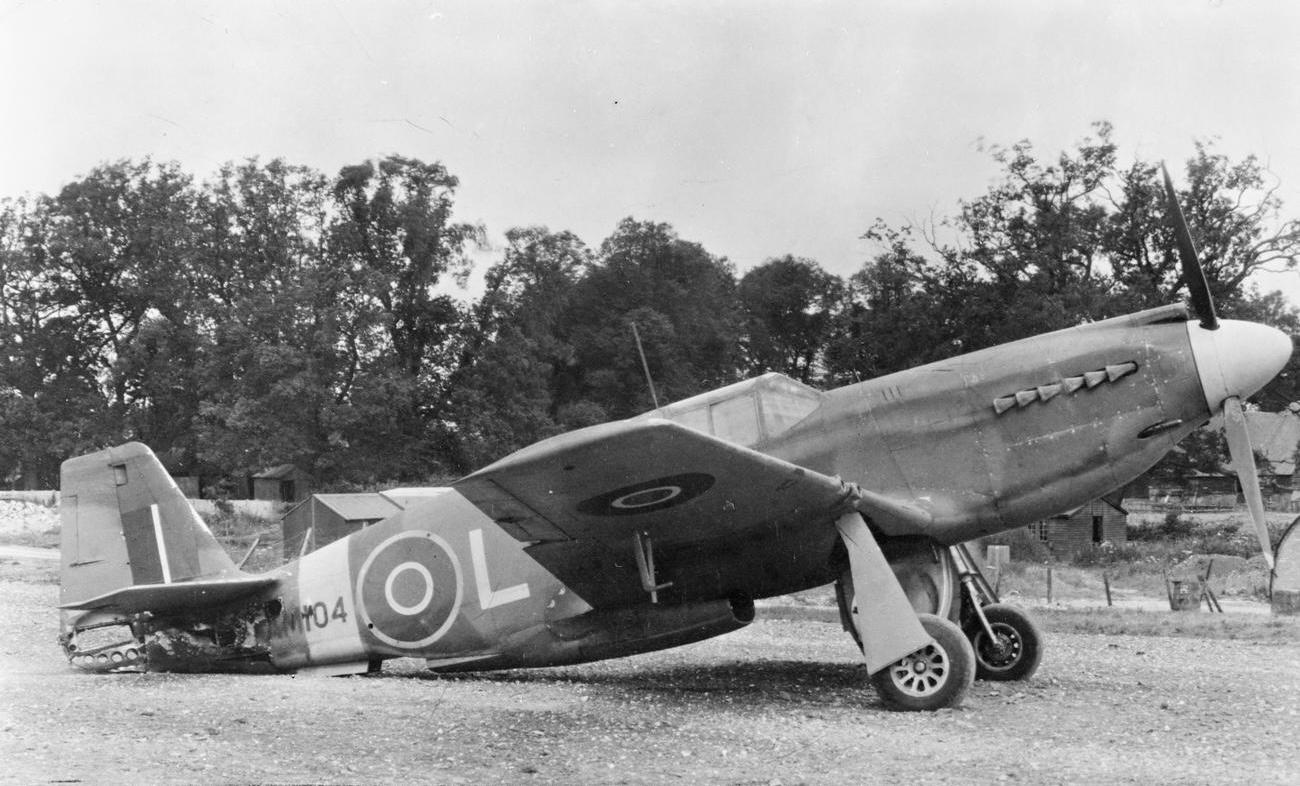
Mustang Mk.1, 268 Sqn, 1943

Die fliegerische Nutzung des Geländes reicht bis ins Jahr 1925 zurück, aber erst im Zuge der Hochrüstung im Vorfeld des Zweiten Weltkrieges wurde die Station im Oktober 1937 als permanente Basis ausgerechnet vom General der Flieger Erhard Milch eröffnet, damals Generalinspekteur der deutschen Luftwaffe. Während des Krieges war Odiham Stützpunkt von Hurricane- und Mustang-Staffeln. Gegen Kriegsende wurde die Einrichtung ein Kriegsgefangenenlager.
Später wurde RAF Odiham wieder eine dem Fighter Command unterstellte Station, die bis 1959 Heimatbasis von Spitfire, Vampire, Hunter und Javelin Staffeln war. Als Teil ihrer Krönungsfeierlichkeiten besuchte Queen Elisabeth II. 1953 die Basis.
Nach 1959 war der Standort eine kurze Zeit stillgelegt, wurde aber nach kurzer Zeit als Flugplatz des Transport Command. Odiham wurde 1961 Basis von Drehflüglern der Typen Whirlwind und Belvedere, letztere verblieben bis 1981 am Platz. Anstelle der außer Dienst gestellten Belvedere kamen 1970 die beiden heute in RAF Benson stationierten Puma-Staffeln hinzu. Die Wessex der 72. Squadron verlegten 1981 nach RAF Aldergrove und die Pumas nach RAF Gütersloh (230. Squadron, 1980) und RAF Benson (33. Squadron, 1987).
Die Verwendung Odihams als britischer Haupteinsatzbasis der Chinook-Flotte begann 1982, eine RAF-Maschine der 18. Squadron nahm gleich zu Beginn ihrer Dienstzeit am Falklandkrieg teil. Ein Teil der Flotte und die 18. Squadron unterstand anschließend für 15 Jahre zwischen 1983 und 1997 der RAF Germany.
Neben den drei mit Chinooks ausgerüsteten RAF-Staffeln, neben der 18. noch die 7. und 27.Squadron, beherbergte Odiham zwischen Juni 2000 und Januar 2018 eine Lynx (zuletzt AH.9A)-Staffel des Army Air Corps, der 657. Squadron. Deren Hauptaufgabe war die Unterstützung von Spezialeinheiten wie dem SAS.

## Heutige Nutzung
Die Chinook-Force ist nach wie vor der Hauptnutzer der Station. Zu ihr gehören neben der 18. noch die 7. und 27. Staffel.
Hinzu kommen einige Unterstützungseinheiten.

## Sonstiges
RAF Odiham ist die letzte verbliebene Flying Station der RAF in Hampshire, früher jedoch nicht die einzige mit Verbindung zu den Transportfliegern der Royal Air Force.

## RAF Thorney Island
Bis März 1976 befand sich gut 50 Kilometer südlich Odihams am Ärmelkanal eine weitere Basis, die 1938 eröffnete RAF Thorney Island. Sie lag direkt gegenüber der Ostgrenze Hampshires auf dem Territorium von West Sussex. Sie diente seit 1961 als Basis von Transportfliegern, insbesondere als Trainingszentrum der Beverly und ab April 1967 der Hercules-Besatzungen der RAF. Dazu kamen Einsatzstaffeln mit Armstrong Whitworth Argosy und Andover. Weitere Nutzer waren bereits seit 1955 Whirlwind SAR-Hubschrauber.
In den ersten Jahren ihres Bestehens, von ihrer Eröffnung 1939 bis 1947, war die Station dem RAF Coastal Command unterstellt und war Stationierungsort von Staffeln der Royal Air Force und Marinefliegerstaffeln des Fleet Air Arm.
Die frühere RAF Station wird, nachdem zunächst auch die Royal Navy ein Interesse an der Übernahme gezeigt hatte, seit 1984 durch die British Army genutzt, die sie als Baker Barracks bezeichnet.

### Zwischenfälle
- Am 7. März 1962 verunglückte eine Handley Page Hastings C.1 der Royal Air Force (Luftfahrzeugkennzeichen TG508) bei der Landung auf dem Militärflugplatz RAF Thorney Island und fing Feuer. Die Landung geschah wohl bei Seitenwind. Alle Insassen überlebten den Unfall.[3]

- Am 17. Dezember 1963 kam es mit einer Handley Page Hastings C.1 der Royal Air Force (TG610) bei der Landung auf dem Militärflugplatz RAF Thorney Island zu einem Unfall. Die Maschine schlug in die Funkwerkstatt am Ende der Start- und Landebahn ein und wurde irreparabel beschädigt. Alle Insassen überlebten den Unfall, jedoch wurde eine Person am Boden getötet.[4]